# Göteborgs konstliv under 1700- och 1800-talet

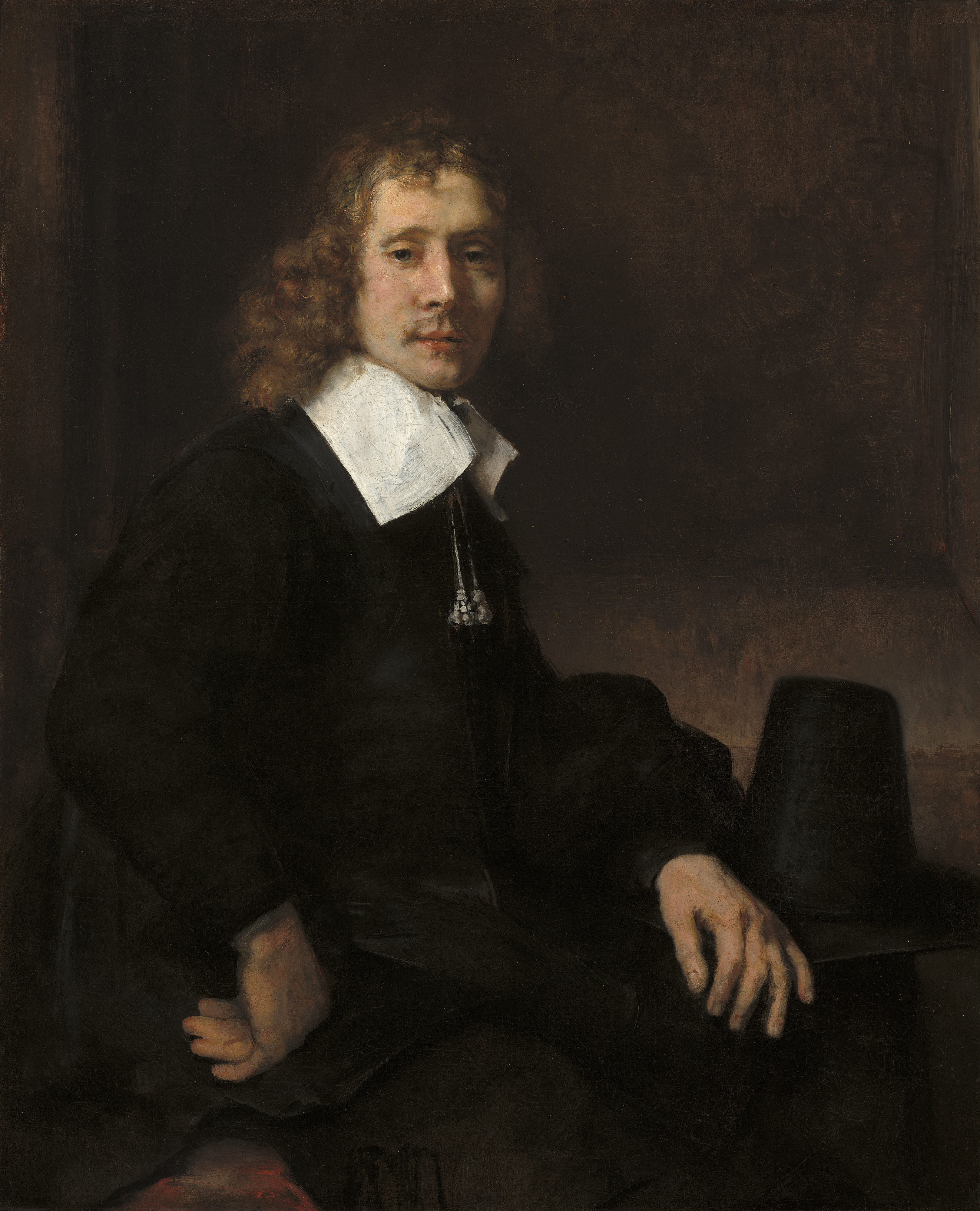
Ung man med vit krage ingick under andra halvan av 1700-talet i Gustaf Adolf Sparres samling i Göteborg och var den största målningen av Rembrandt i Sparres privata tavelgalleri som låg i Sahlgrenska huset på Norra Hamngatan. Idag tillhör målningen National Gallery of Art i Washington.

Göteborgs konstliv har precis som övrig kultur i Göteborg alltid haft en internationell prägel, inledningsvis främst med influenser och genom personer från Tyskland och Nederländerna, men senare även England, Danmark, Finland, Norge och under 1800-talets andra hälft, från Frankrike. Under lång tid präglades konstlivet även av en stor självständighet i förhållande till huvudstaden. I Göteborg var det en borgerlig elit fokuserad på handel, som var de dominerade kulturkonsumenterna vilka skapade grogrunden för kulturlivet, istället för kungahuset och adeln, som så länge dominerade kulturlivet i Stockholm.
Den här artikeln fokuserar på infrastrukturen för konst i Göteborg fram till 1800-talets slut, framväxten av ett mer offentligt konstliv med utbildningar, utställningar, grupper, organisationer och institutioner.

## Det tidiga konstlivet fram till och med 1700-talets slut

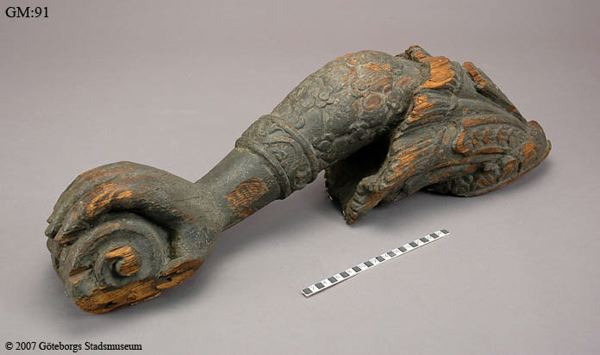
Denna arm är det enda som finns kvar av de fyra träskulpturer av Hans Swant som prydde Kämpebron från 1600-talets mitt, och som kan ses som några av Göteborgs första offentliga skulpturer.

Det tidiga konstlivet i Göteborg var föga offentligt utöver det måleri och de skulpterade altartavlor och liknande som förekom i kyrkorna. Bildkonsten skapades av hantverksskråna och av enstaka målare, ofta utbildade i Tyskland. Målarämbetet i Göteborg grundades 1702 och samlade då mästare – inte bara i Göteborg, utan från hela västra Sverige. De som inte ville bli del av organisationen, eller inte klarade mästarprovet, fick inte verka i staden och de som gjorde det ändå, förföljdes och baktalades. Kring sekelskiftet 1800 hade ämbetet blivit en helt hantverksbetonad organisation för dekorationsmålare, men trots det såg många utbildade målare vid Konstakademien sig fortfarande tvungna att bli medlemmar i ämbetet långt in på 1800-talet för att kunna vara verksamma i Västsverige.
För konstnärer bestod länge uppdragen främst av tak- och tapetmåleri i kyrkor, men Göteborg var också ett centrum för bildhuggare, med mästare som Hans Swant, Marcus Jäger den äldre och den yngre som skapade altaruppsatser och predikstolar. År 1638 placerades fyra trälejon av bildhuggare Hans Swant som målats av den nederländska målaren Jacob de Bois, vid brofästena av träbron Lejonbron. År 1639–1640 fick samme bildhuggare beställning på fyra träskulpturer, vardera cirka 2,5 meter höga, till kämpebron, föreställande de mytologiska kämparna Starkodder, Vitolff, Arngrim och Halfdan. Dessa skulpturer av Swantz skulle kunna beskrivas som Göteborgs första offentliga konstverk. Eftersom skulpturerna var av trä började de med tiden att murkna och 1674 ersattes kämparna av nya, huggna av Marcus Jäger d.ä. och 1713 ersattes lejonen av nya huggna av Nils Läsberg.
Under senare hälften av 1700-talet börjar intresset för konst att märkas i samhället även utanför kyrkobyggnaderna, men enbart hos den bildade ämbetsmannaklassen. Den första större konstsamlingen i Göteborg var Gustaf Adolf Sparres (1746–1794) privata tavelgalleri i Sahlgrenska huset vid Norra Hamngatan 14. Sparre ägde som mest ett hundratal målningar som han bland annat införskaffat i England, Belgien, Frankrike, Tyskland och Nederländerna och han hade, näst Gustav III, sin tids största konstsamling i Sverige. I samlingen fanns verk av bland andra David Tenier, Rembrandt, Jacob Jordaens, Philips Wouwerman, Isack van Ostade, Gerard Terborch och Chardin. Före de offentliga museernas tillkomst fungerade sådan här privata konstgallerier som studieobjekt för tidens konstälskare, men självklart var det bara en liten skara personer ur de högre klasserna som fick tillgång till dessa rum.

## 1800-talet

### Ritskolorna

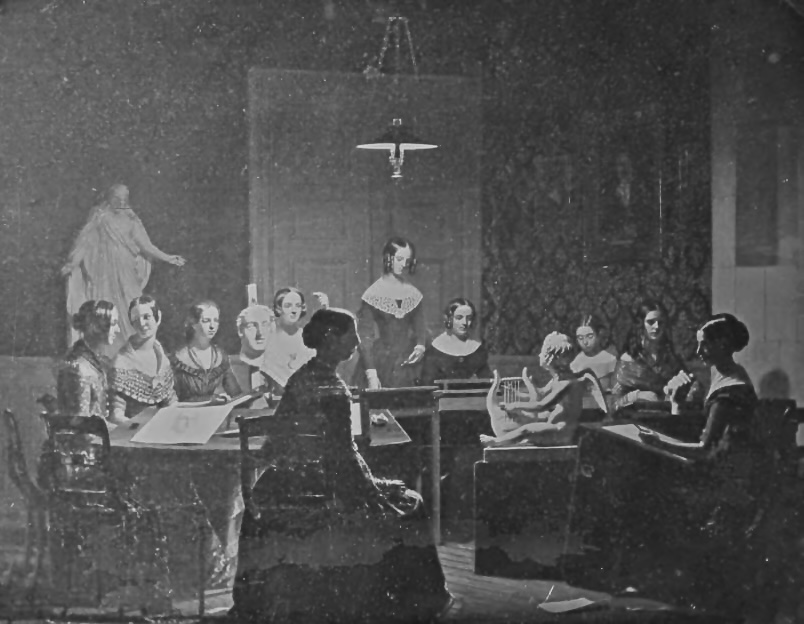
Dagerrotyp av Hansens ritskola i Göteborg, 1865–1870.

Under 1800-talets första hälft blev det populärt att lära sig teckna och måla akvarell, inte minst för yngre kvinnor, då det sågs som ett led i en god uppfostran. Några konstnärer som ägnade sig åt att lära ut detta i Göteborg var J. A. Beyer (1780–1834), Gustaf Brusewitz, Jacob Liljegren, Johan Rodin, Casper Fr. Schmidt, Carl Reinhardt och P. M. Billman. Den danske konstnären Lars Hansen (1813–1872) från Bornholm startade en rit- och målarskola enbart för kvinnor i Göteborg, som var aktiv från början av 1840-talet. Konstlivet i Göteborg under denna tid var i stor utsträckning intim och tillbakadragen och där spelade kvinnorna en viktig roll. Många av dem har glömts bort, men exempelvis systrarna Nonnen, där främst Emily Nonnen gjorde sig känd, startade själv en ritskola 1842.

### De första konstutställningarna

De första offentliga konstutställningarna i Göteborg arrangerades 1842 i Bloms lokaler – ett hotell som senare döptes om till Grand Hotel Haglund. Bilden ovan föreställer dess fasad ungefär 60 år efter de första utställningarna.

De första offentliga bildkonstutställningarna i Göteborg arrangerades 1842 i Bloms lokaler och organiserades av Konst- och slöjdföreningen instiftad samma år av professor Carl Palmstedt. Redan på deras första möte den 17 mars 1842 presenterade föreningens medlemmar ett 50-tal av sina egna verk i Bloms sal. Av dessa var 36 oljemålningar medan övriga var teckningar eller akvareller. Efter att Palmstedt öppnat mötet med att förklara föreningens syfte och sedan gått igenom viktiga händelser ur den svenska konsthistorien lästes en avhandling om färgernas kontrast. På eftermiddagen öppnades utställningen för allmänheten, och höll öppet fram till klocka fem samma dag då utställningen stängdes och tavlorna plockades ned.
Den första större offentliga konstutställningen i Göteborg som varade längre än en dag, arrangerades samma år, av samma förening och i samma lokaler. Utställningen pågick från juli till augusti och hade en publik på cirka 2000 personer vilket alltså utgjorde ungefär var tionde göteborgare. För ansvaret att arrangera utställningen hade man engagerat konstnären och professorn Johan Gustaf Sandberg, med assistans av major Lagerborg, arkitekten Victor von Gegerfelt och skulptören Johan Peter Molin. Utställningen omfattade måleri av svenska konstnärer, slöjdföreningens egna medlemmar, men även 21 målningar av danska konstnärer från Köpenhamn. Utöver detta omfattade även utställningen konsthantverk och fotografi i form av en galvanografi av Molin och en dagerrotyp av Johan Leonard Björkfeldt.

### De danska och norska kontakterna

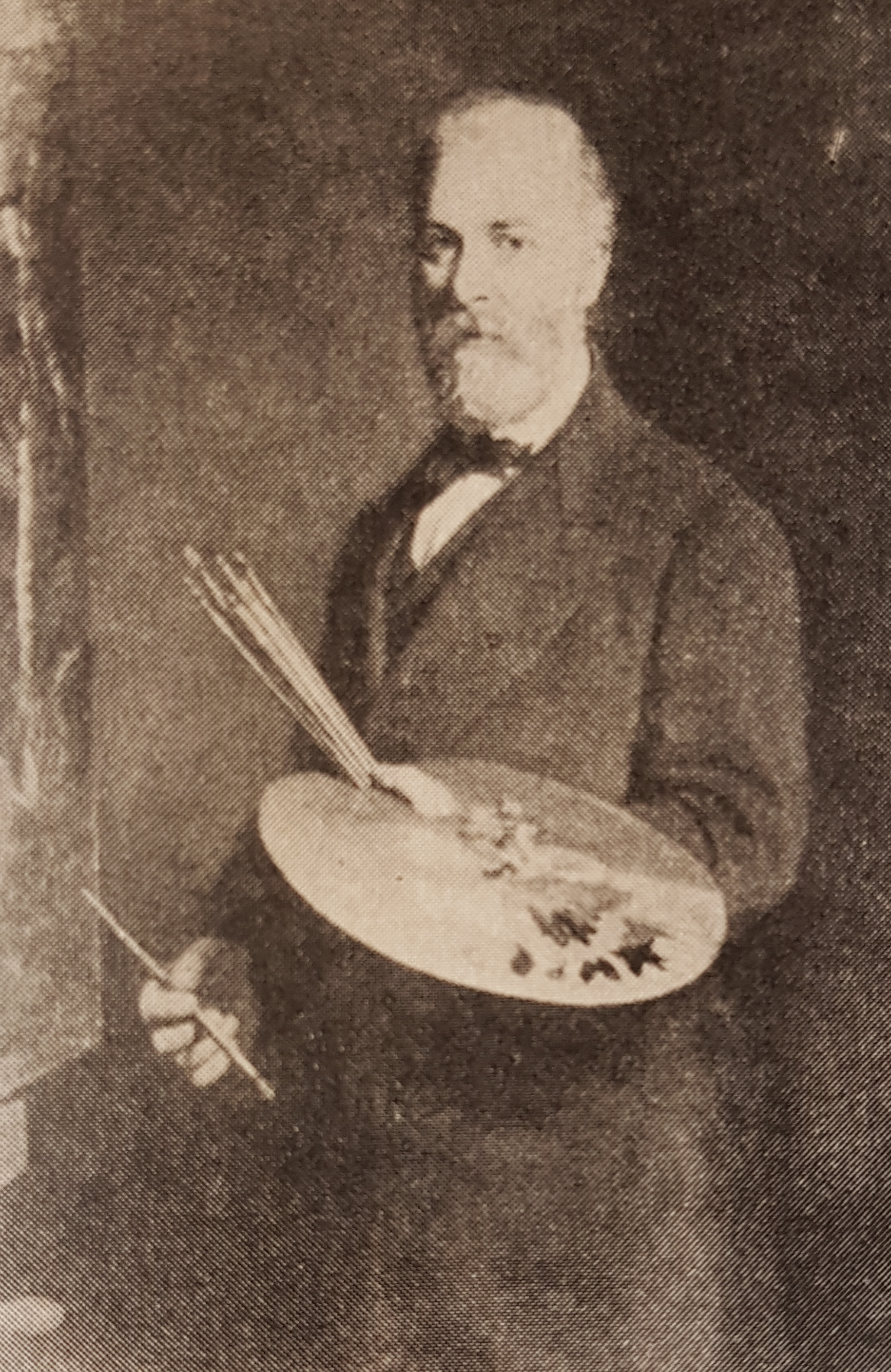
En person som skulle komma att betyda mycket för utvecklingen av Göteborgs konstliv under andra halvan av 1800-talet var den danska konstnären Geskel Saloman.

Vid mitten av 1800-talet var de konstnärliga kontakterna mellan Göteborg och Köpenhamn mycket livliga, mer än de var med Stockholm, och snart skulle liknande kontakter tas med Norge. År 1850 kom konstnären Geskel Saloman till Göteborg för att vara med på sin brors bröllop. Saloman var född 1821 i Tønder i Schleswig och utbildat sig vid Konstakademien i Köpenhamn. I Göteborg fick han en mängd porträttbeställningar, blev därför kvar och 1855 gifte han sig med en göteborgska. Saloman skulle på flera sätt bli en viktig aktör för utvecklingen av Göteborgs konstliv fram tills han flyttade till Stockholm 1871 för att bli professor vid Konstakademien.

### Slöjdföreningen och konstföreningen

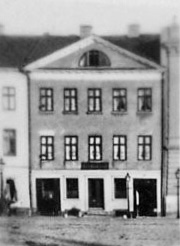
I detta hus på Östra Hamngatan 32 startade 1848 Slöjdföreningens första skola, vilket senare skulle utvecklas till Högskolan för design och konsthantverk. Fotografi från 1869.

Skråväsendet avskaffades 1846 och den 15 december samma år grundades Slöjdföreningen i Göteborg, vilket var en omorganisering av den tidigare Konst- och slöjdföreningen – nu med större fokus på att främja svenskt konsthantverk, hantverksindustri och slöjd. Även denna gång var det den dåvarande rektorn för Chalmersska slöjdskolan, professor Carl Palmstedt, som var ordförande. Redan i december 1848 startade föreningen en skola i "före detta Bergströmska huset" på Östra Hamngatan 32, mitt emot Gustaf Adolfs torg, med 20 elever. Inledningsvis lärde man ut räknekonst, välskrivning, svenska, historia, geografi, ritning- och frihandsteckning. Sommaren 1849 tillkom lektioner i modellering under ledning av målaren Axel Fahlcrantz. Slöjdföreningens skolan fick från början en mycket stor betydelse för Göteborgs konstliv och många konstnärer fick där sin grundläggande utbildning.

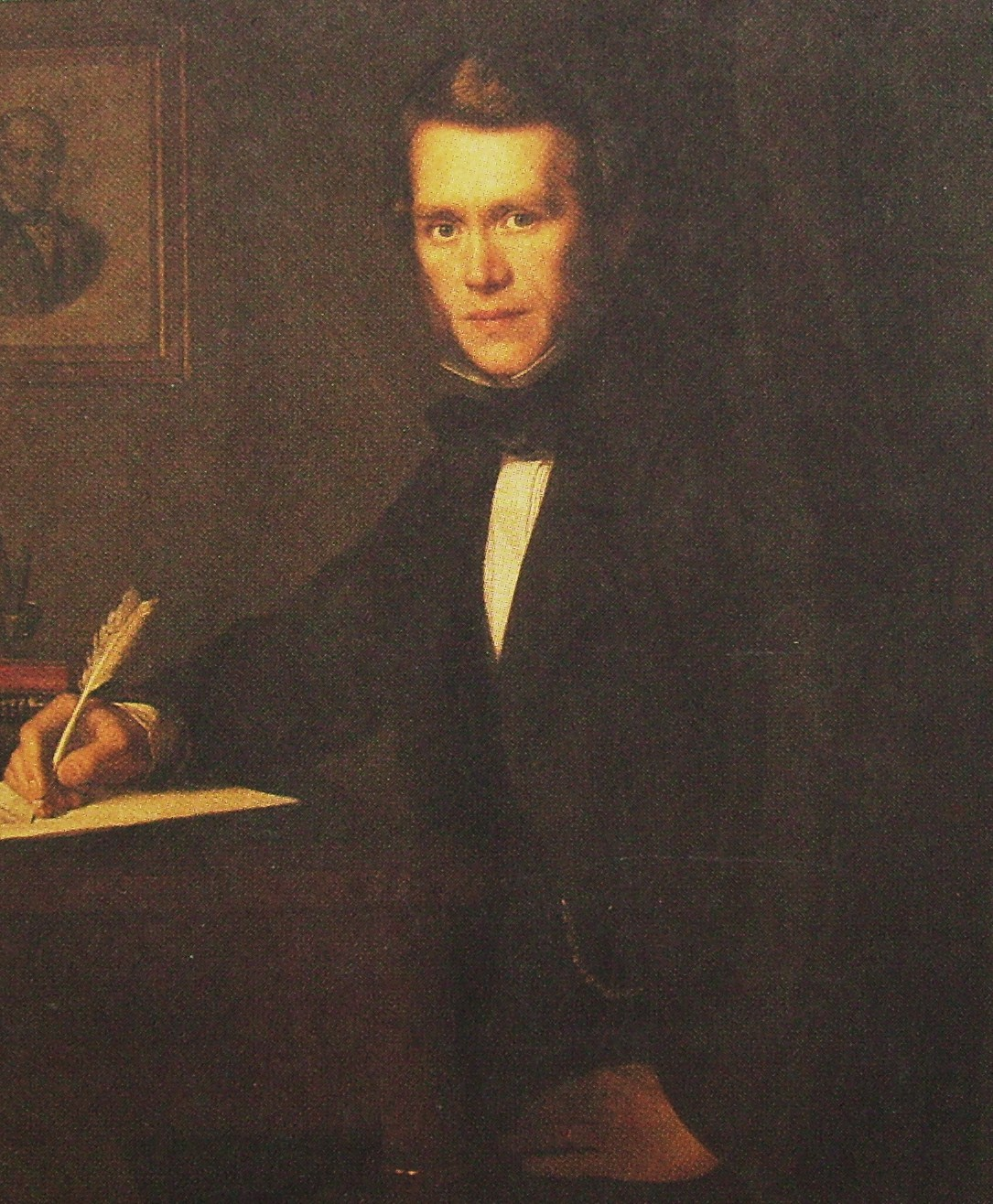
Porträtt målat av Per Södermark av politikern, redaktören och kulturivraren S.A. Hedlund från 1850-talet, som bland annat var en av initiativtagarna till Göteborgs konstförening.

När Konst- och slöjdföreningen upphörde hade det uppstått ett behov för en ny förening. År 1854 grundades Göteborgs konstförening på initiativ av konstnären Geskel Saloman och Sven Adolf Hedlund, politiker och redaktör vid Göteborgs Handels- och Sjöfartstidning. Fokus för föreningen var att stödja konstnärer genom att köpa och ställa ut konst men även att anordna konstlotterier bland medlemmarna. Samma år fick Göteborg sin första egentliga offentliga staty, i och med uppförandet av bronsskulpturen Gustav II Adolfs staty av Bengt Erland Fogelberg, på Gustaf Adolfs Torg.

### Offentliga föreläsningar
På 1840-talet hade man i staden börjat anordna offentliga föreläsningar, bland annat i samarbete med Kungliga Vetenskaps- och Vitterhets-Samhället i Göteborg, som grundats redan 1773. År 1853 grundades Vetenskapens vänner och 1864 bildades där en styrelse för organiseringen av vetenskapliga föreläsningar. Fokus var den nya vetenskapen och då främst naturvetenskap, men även filosofi och kulturhistoria fick plats. 

### Konstföreningens första utställningar
Konstföreningen hade i sina stadgar slagit fast att man i slutet av varje år skulle arrangera en utställning där alla konstföremål som inköpts skulle visas upp, varefter den årliga lottningen skulle verkställas. Men den första utställning som de arrangerade och som öppnade bara någon dag efter avtäckningen av Gustav II Adolfs statyn, den 21 november 1854, presenterade några göteborgares privatägda målningar. För detta fick det lov att vara i en lokal på Skeppsbron som kallades Badhusets rotunda och utställningen pågick i tre dagar.
Konstföreningen hade höga ambitioner vad gällde utställningar, och i pressen uttalade de att det kunde bli åtta till tio stycken om året. Så redan i februari året därpå var de tillbaka i Badhusets rotunda, och under den kommande perioden ställde de sedan även ut i Börshuset, i Bloms sal i byggmästare Malmbergs hus vid Östra Larmgatan och i Otterdahlska huset vid Lilla Torget. Varje utställning omfattade ungefär 20–30 verk och verkar ha varit välbesökta.
Föreningens medlemsantal ökade stadigt. På förslag av ledamoten Geskel Saloman började man 1856 att avsätt 10 % av inkomsterna i en fond för att skapa en konstsamling. Det första verk som köptes in var en målning av Marcus Larson föreställande ett vattenfall.

### Göteborgs museum

Ett av konstverken som ingick i samlingen när Göteborgs museum öppnade 1861 var detta landskap av Marcus Larson målat i Paris. Detta var den första målning som Göteborgs konstförening köpte in i avsikt att skapa ett konstmuseum. Målningen köptes in i december 1856 och ingår idag i Göteborgs konstmuseums samling.

Lokalbehovet för utställningar, föreläsningar och liknande var skriande. En som engagerade sig extra mycket i denna fråga var S.A. Hedlund. Tillbaka efter en resa till London och ett besök vid South Kensington Museum tog han kontakt med grosshandlare A.F. Ericson jr., naturhistoriska museets intendent August Malm och Göteborgs konstförenings intendent, arkitekten Victor von Gegerfelt för att diskutera grundandet av ett liknande museum i Göteborg. Det ursprungliga förslaget omfattade den naturhistoriska samling som sedan tidigare presenterades i två undermåliga rum i Ostindiska huset, Göteborgs konstförenings tavelsamling och ett bibliotek. Utöver dessa permanenta delar skulle museet även ha tillfälliga utställningar.
Valet på lokal föll på Ostindiska huset, det vill säga före detta Ostindiska kompaniets stora magasinsbyggnad på Norra Hamngatan. Byggnaden ägdes då till hälften av staden och till hälften av staten. I början av 1861 fick man tillgång till delen som tillhörde staden och den 15 mars 1861 stiftades Göteborgs museum. Museets tavelsamling ökade snabbt men man presenterade även annan konst. I juli 1862 hade en sal upplåtits åt flera målningar som Göteborgs konstförening hade till försäljning, vilket alltså kan ses som en sorts tidigt konsthallsverksamhet. För museets tavelgalleri förekom det också att stadens borgare lånade ut verk ur sina samlingar. Redan året därpå tryggades lokalbehoven, när Kungl. Maj:t den 24 april 1863 för all framtid, kostnadsfritt upplät Kronans andel i Ostindiska huset – inte bara för museets utan även för Slöjdföreningens skola och för Göteborgs konstförening. I och med detta fick konstföreningen en tillräckligt stor permanent utställningslokal, samtidigt som skapandet av en konstsamling främst landade på föreningen. År 1863 anslog konstföreningen medel för att inreda "Nya Konstmusei Galleri" och den 20 april 1865 donerade de elva målningar till museet i utbyte mot att tillhandahålla kostnadsfri utställningslokal, möteslokal och lokaler för förvaring av packlådor och liknande. Under de kommande tio åren donerade föreningen ytterligare ett 20-tal målningar till museet.
I februari 1876 avled grosshandlaren och konstsamlaren Bengt Erland Dahlgren varmed en fond instiftades som bar han och hans fru Anna Lisa Dahlgrens namn. Fondens avkastning skulle användas till inköp av konst till Göteborgs museum. Utöver detta testamenterade Dahlgren merparten av sin stora konstsamling till museet. Fonden var så pass stor att konstföreningen 1878 inte längre tyckte sig behöva donera 10 % till museet varför detta upphörde.

### Göteborgs Musei ritskola grundas

Göteborgs museum i Ostindiska huset, fotograferat av Aron Jonason cirka 1890.

I april 1865 slogs de konkurrerande skolorna Göteborgs hantverksskola och Slöjdföreningens skola samman. Samma år grundades Göteborgs Musei ritskola – som även den placerades i Ostindiska huset – alltså skolan som skulle bli utgångspunkt till Göteborgs konsthögskola. Bakom initiativet låg än en gång S.A. Hedlund och Geskel Saloman, tillsammans med Bengt Erland Dahlgren som från allra första början understödde skolan ekonomiskt, och fortsatte att göra det även efter sin död genom den fond som bar han och hans frus namn. Skolan invigdes den 4 oktober 1865 med Saloman som föreståndare, och tillsammans med två manliga och tre kvinnliga lärare, varav en var Hilda Lindgren, hade de redan från start cirka 170 elever per år, med jämn könsfördelning. Dessa var till stor del elever vid stadens skolor, som här fick kompletterande undervisning. År 1869 inrättades den första klassen i måleri och efter hand fick skolan allt mer en inriktning mot vuxna elever. När Salomon flyttade till Stockholm tog arkitekten Victor von Gegerfelt över som föreståndare.
Eftersom elevantalet växte både på Slöjföreningens skola och Göteborgs Musei rit- och målarskola planerades en ny egen byggnad för den första skolan intill Chalmers på Vasagatan 50. Bygget drog dock ut på tiden, men i oktober 1876 flyttade skolan in i de nya lokalerna. Tio år senare skulle även Göteborgs Musei rit- och målarskola flytta till nya lokaler.

### Nordiska konstutställningen och konstnärs- och ritlärarmöte 1869
Sommaren 1869 arrangerades Nordiska konstutställningen i Göteborg organiserad av Göteborgs konstförening, vilket var den dittills största offentliga konstutställningen i Göteborg med sina cirka 580 verk från hela Norden. Av dessa utgjorde cirka 350 av oljemålningar av mer än 100 konstnärer. Utöver detta omfattade utställningen även en historisk avdelning med avlidna konstnärer, en liten avdelning med engelska oljemålningar ur Robert Dicksons samling och en mängd teckningar och arkitekturteckningar. Den öppnade 14 juni, pågick i sex veckor och utställningslokal var Elementarläroverket. Den dominerande stilen representerades av Düsseldorfskolan men här fanns även representanter för det nya friluftsmåleriet som några år senare skulle bli den mest betydelsefulla konstriktningen.  
Utställningen var en publiksuccé med närmare 14 000 besökare, och detta vid en tidpunkt då det levde ungefär 50 000 personer i Göteborg. Åttio oljemålningar såldes och inköpssumman överskred 40 000 riksdaler riksmynt. Det var på denna utställning som Pontus Fürstenberg köpte sina första konstverk.
I samband med utställningen hölls även ett tre dagar långt konstnärs- och ritlärarmöte i Göteborg med femhundra anmälda deltagare. Under mötet dryftades nio huvudfrågor: Hur bör det nationella i konsten förstås? Bör konsten sträva efter att i sina alster företrädesvis framställa det nationella? Övriga frågor fokuserade på byggnadskonst och bildhuggeri, konstens betydelse i vardagslivet, allmänheten och konstsmaken, konstföreningarnas roll samt ritundervisningen i skolorna. Både utställningen ock konstnärs- och ritlärarmöte invigdes av kung Karl XV som även följde diskussionerna under mötet som hade över 500 deltagare. Ett resultat av mötet var en resolution som deltagarna förenade sig om, som ställdes till Nordens regeringar att årligen bevilja anslag till inköp av konst från grannländerna.

### 1871 års konstutställning
Tre år efter den stora succén med en nordisk konstutställning arrangerade konstföreningen åter en stor skandinavisk utställning – nu i anslutning till 13:e allmänna svenska lantbruksmötet som hölls sommaren 1871 i Göteborg. Konstutställningen presenterades i lokaler på Chalmerska slöjdskolan på Storgatan 43, omfattade cirka 200 verk, i huvudsak oljemålningar och även denna gång var publiktillströmningen god. Drygt 5 600 besökare och ungefär 6 000 lotter såldes i konstlotteriet. För en del av vinsten köpte konstföreningen genremålningen Bengt Nordenbergs En gammal skåning med sina lyxartiklar som de donerade till Göteborgs museum. Genremålningar sålde absolut bäst på utställningen, men där fanns även andra uttryck. Exempelvis presenterade Olof Hermelin en landskapsmålning inspirerad av impressionismens föregångare.

### Sällskapet Gnistan

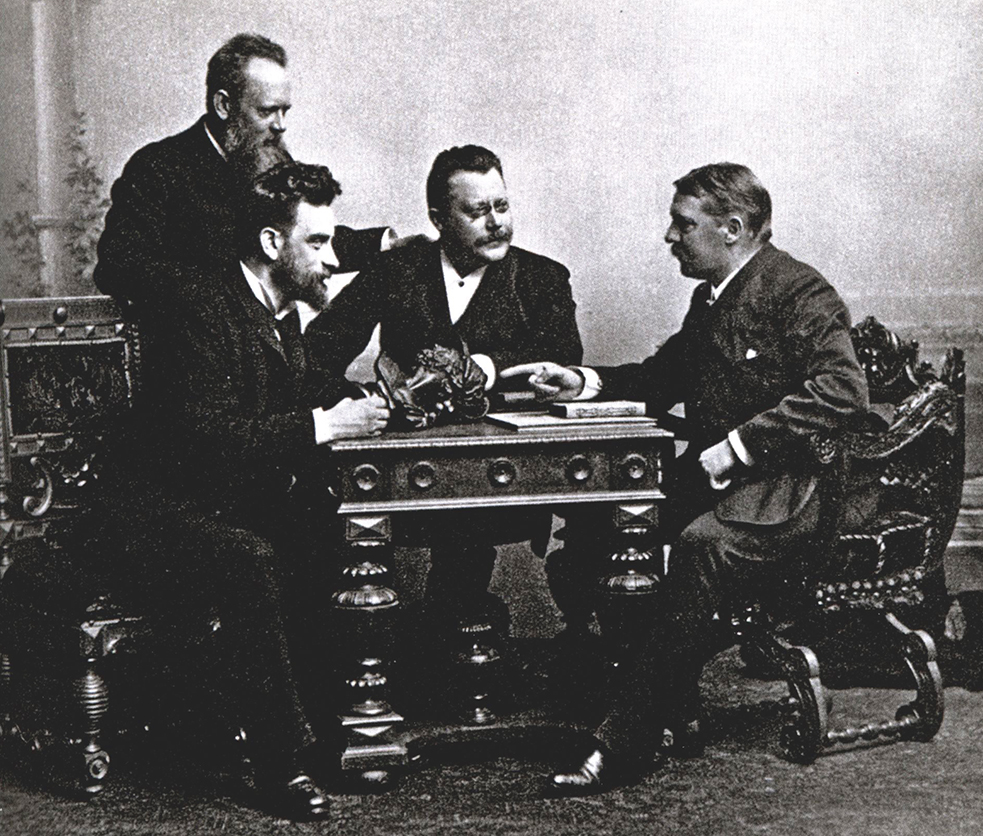
Sällskapet Gnistan med fyra av dess medlemmar på 1890-talet: Wilhelm Berg, stående och från vänster Karl Warburg, Albert Ulrik Bååth och Viktor Rydberg.

Under andra halvan av 1800-talet förekom det ett flertal försök att skapa kulturella och vetenskapliga sällskap i Göteborg, några sådana var Vetenskapens vänner som upplöstes 1870, Vargklyftan som mer fungerade som en ordenssällskap, och Diskuterande sällskapet. Ingen av dessa sammanslutningar blev speciellt långlivade men de visade att det fanns ett behov i staden av en sammanslutning för författare, konstnärer, vetenskapsmän och allmänt kulturintresserade medborgare. Idén om en sådan föreningen fanns parallellt hos flera personer, men det blev Wilhelm Berg och Sällskapet Gnistan, grundat 1878, som kom att bli den samlingspunkt som så många efterfrågat. Några som tillhörde sällskapet från början var konstmecenaten Pontus Fürstenberg, arkitekten Victor von Gegerfelt, journalisten och fotografen Aron Jonason, konstnären och konstintendenten vid Göteborgs museum Berndt Lindholm, författaren och akademiledamoten Victor Rydberg, och bibliotekarien vid Göteborgs museum Karl Warburg. Gnistan sammanträdde en gång i månaden med undantag från de tre sommarmånaderna. Ibland hölls det föredrag och nästan alltid förekom det någon form av utställning eller förevisning. År 1878 hade sällskapet 27 medlemmar, vilket 1892 hade ökat till 140 stycken.

### Nordiska konstutställningen 1881

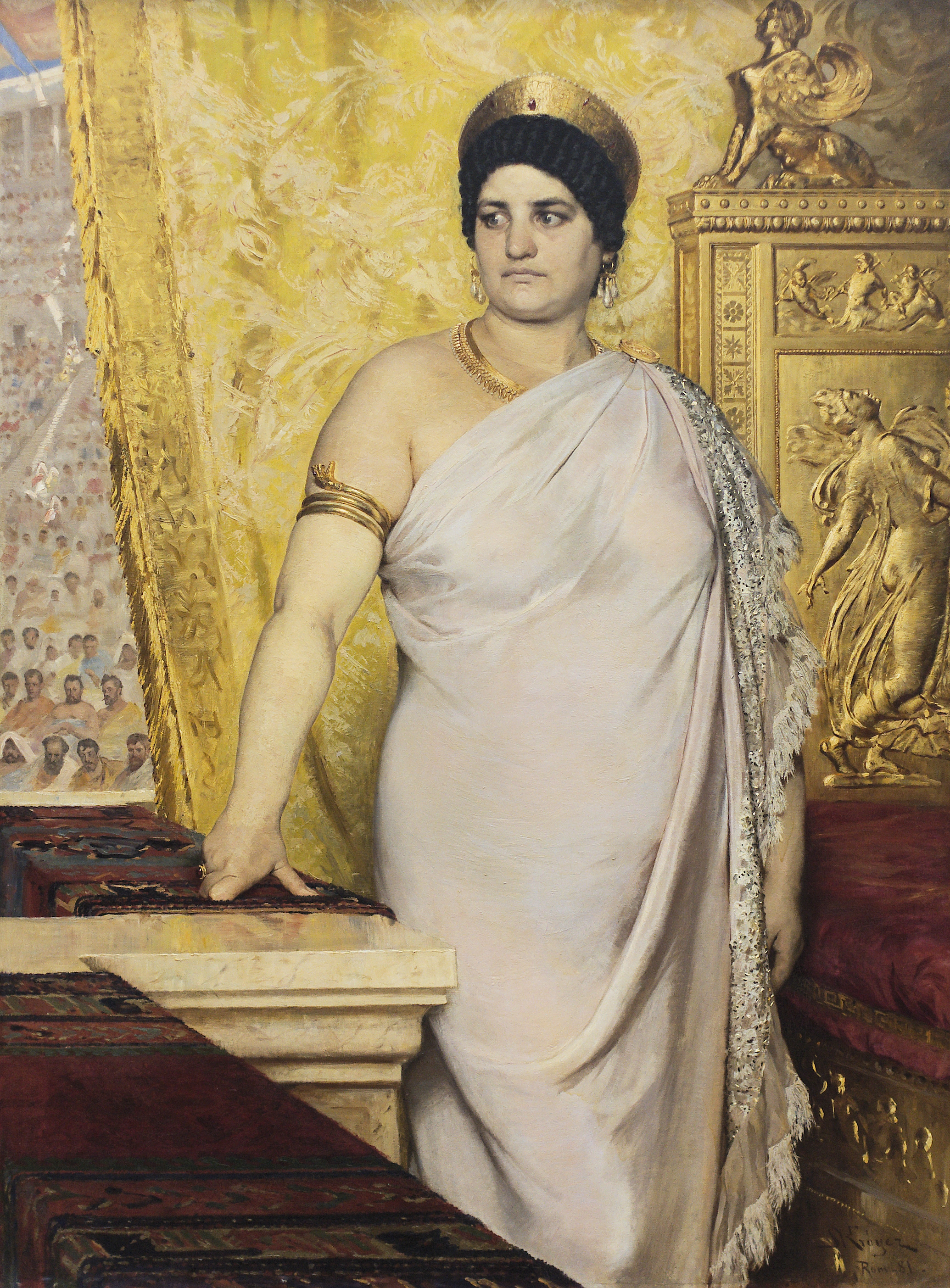
Peder Severin Krøyers naturalistiska Messalina omskrev i Göteborgs Handels- och Sjöfartstidning som utställningens "främsta pärla". Verket köptes in av Fürstenberg och donerades till Göteborgs museum.

Utöver Gnistans sociala sammankomster verkade sällskapet för att förbättra förutsättningarna för konst och konsthantverk i Göteborg. Detta resulterade exempelvis i en konstslöjdsutställning 1880. Utställningen blev en stor publikframgång vilket gjorde att man redan året därpå gav sig på att arrangera en konstutställning. Nordiska konstutställningen genomfördes sommaren 1881 och var den dittills största konstutställningen i Sverige, med 308 nordiska konstnärer som tillsammans presenterade omkring 750 verk, varav 308 oljemålningar och 59 skulpturer. Utställningen hölls i Konstslöjdskolans lokaler, höll öppet mellan 3 juni och 2 augusti, hade över 19000 betalande beökare och det såldes konstverk för ett belopp av omkring 100 000 kronor. Nu hade Düsseldorfskolans måleri fått ge vika och utställningen dominerades av naturalistisk konst inspirerad av den franska skolan. I samband med utställningen hölls 10–12 juni även ett konstnärsmöte där omkring 150 konstnärer deltog.

### Fürstenbergska galleriet

Porträtt av Pontus Fürstenberg, av Ernst Josephson.

1880-talets första hälft var en glänsande period för Göteborg som konststad. Nu togs initiativen som exempelvis Geskel Saloman och S.A. Hedlund tidigare drivit över av ett antal rika och kulturintresserade göteborgsfamiljer, som Dickson, Bratt, Lindström och Röhss – men först och främst av Pontus Fürstenberg och hans fru Göthilda. År 1880 hade Pontus Fürstenberg gift sig med miljonärsdottern Göthilda Magnus och därmed fanns den ekonomiska grund som möjliggjorde ett mecenatskap i stor stil. År 1883 besökte Fürstenberg i sällskap med Ernst Josephson den nordiska konstutställningen i Köpenhamn. Där fick han även uppleva några av sina släktingars privata konstsamlingar, vilket födde idén om ett eget Fürstenbergskt galleri. Tanken var att pryda hemmet med konst och att det skulle byggas ett galleri på hans palats i Brunnsparken – en samlingsplats för kulturen.

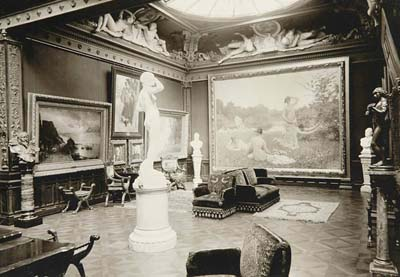
Fürstenbergska galleriet.

På grund av den nya dragningskraft som konststaden Göteborg utövade, och på grund av Köpenhamnsutställnigen, så samlades en mängd konstnärerna i staden hösten 1883 – däribland Ernst Josephson, Per Hasselberg, August Hagborg, Geskel Saloman, Victor von Gegerfelt, Anders Zorn, Hugo Birger, Karl Nordström och Carl Skånberg och i november samma år framträdde flera av dem i en utställning på Göteborgs museum, sammanställd av Göteborgs konstförening.
Året därpå besökte makarna Göthilda och Pontus Paris där de köpte konst för 34 000 kronor. Arkitekten Adrian Peterson fick i uppgift att förvandla övervåningen i Fürstenbergska palatset till ett privat museum. Skulptören Per Hasselberg smyckade med takfris och skulpturer, även Carl Larsson hjälpte till att smycka och våningen inreddes med takfönster och fick elektricitet. År 1885 öppnades Fürstenbergska galleriet för allmänheten som presenterade den samtida svenska, danska, norska och franska ledande konsten. 
Utöver att köpa och visa upp konsten, och på det sättet stärka konstlivet, så blev Fürstenbergska galleriet också en samlingsplats för många konstnärer, främst den unga oppositionen, men paret donerade också en mängd verk till Göteborgs museum och till Nationalmuseum.

### Valandhuset och den nordiska konstutställningen 1886

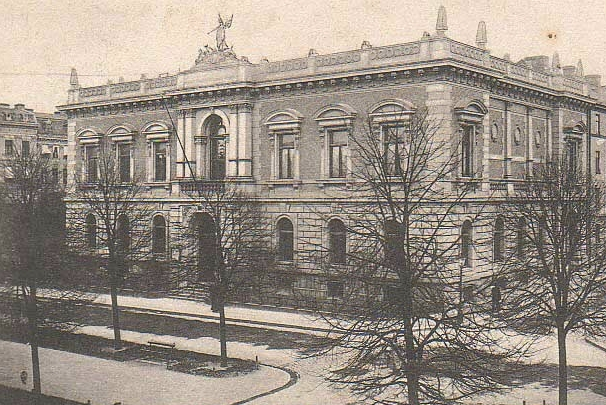
Nordiska konstutställningen i Göteborg hölls i Valandhuset 1866 i anslutning till husets invigning.

Redan 1882 hade konstföreningen på förslag av Berndt Lindholm börjat diskutera en flytt ifrån Göteborgs museum, vars lokaler började bli för små för alla verksamheter som trängdes i huset. Konstföreningens ekonomi var vid den här tiden god och 1884 var medlemsantalet nästan 700. Självförtroendet var gott och när Stockholms konstförening i mitten av 1880-talet upplöstes och precis som många andra regionala konstföreningar uppgick i Sveriges allmänna konstförening, så tackade Göteborgs konstförening nej. År 1883 erbjöd Fürstenberg en donation på 30 000 kr för att bygga en ny konstlokal i staden men donationen gick istället vidare till Sällskapet Gnistan. På deras initiativ bildades aktiebolaget Valand, som engagerade den unga arkitekten Ernst Krüger att bygga konstpalatset Valand på Vasagatan. Konstföreningen förband sig tidigt i planeringen att hyra in sig i byggnaden.

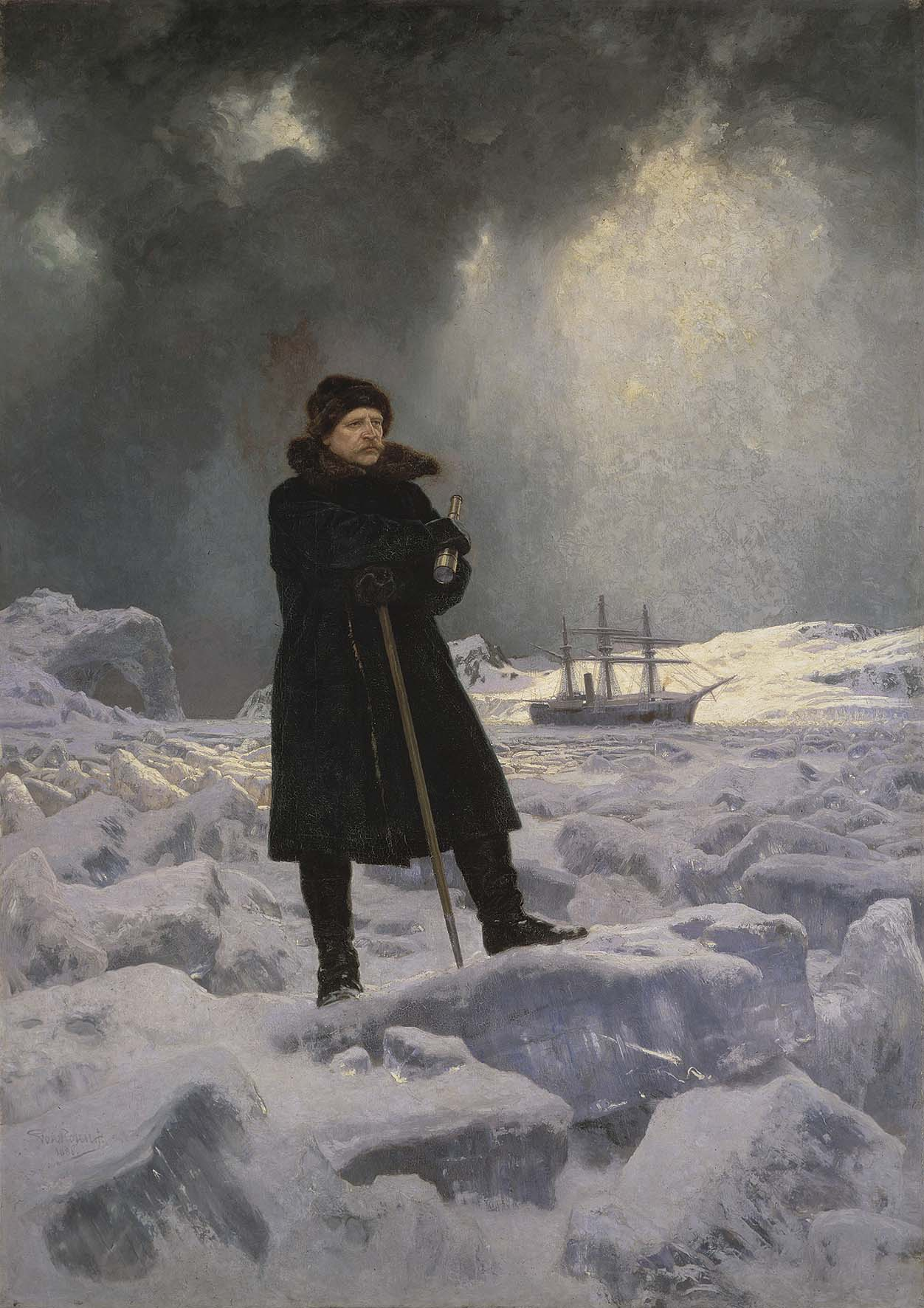
Georg von Rosens Upptäcktsresanden A.E. Nordenskiöld målad 1886, ansågs vara en av utställningens bästa målningar. Idag ingår den i Nationalmuseums samling.

Richard Berghs målning Konstnärens hustru från 1886 ingick också i utställningen. Idag tillhör den Göteborgs konstmuseums samling.

För att fira invigningen av de nya lokalerna som stod färdiga 1886 arrangerade konstföreningen och Gnistan ännu en Nordisk konstutställning. Utställningen pågick mellan 16 augusti och 26 september, 287 konstnärer deltog, varav 183 svenska, 38 norska, 38 danska och 15 finska. Därutöver medverkade även fyra engelska konstnärer med svenskt påbrå.
En regel för utställningen var att inget verk skulle vara från tiden före 1881, året då den förra stora Nordiska konstutställningen arrangerades i Göteborg. Utställningen visade också upp mycket av det senaste. Här fanns exempelvis flera av de danska Skagenmålarna som Anna Ancher, P. S. Krøyer och Michael Ancher och de svenska Opponenterna, som Karl Nordström, Per Hasselberg, Richard Bergh, Ernst Josephson, Carl Larsson och Georg Pauli.

### Konstnärsförbundet och opponenterna
Precis som 1881 arrangerades parallellt med utställningen ett konstnärsmöte, som diskussionsmässigt främst dominerades av den splittring som bildats mellan de akademiska målarna och de yngre opponenterna. Ernst Josephson hade under lång tid varit missnöjd med den enligt honom föråldrade utbildningen vid Konstakademien. Naturalismen hade fått fäste i konsten och han menade att detta också måste få genomslag i utbildningen.
Tillsammans med ett 80-tal konstnärer av samma åsikt hade han bildat Opponentrörelsen, och den 27 mars 1885 hade de skriftligen framfört krav till Konstakademien om en modernisering och reformering av konstutbildningen, utställningsverksamheten och konstnärsstödet. Kraven avvisades vilket ledde till att opponenterna den 16 augusti 1886, samtidigt som den stora Nordiska konstutställningen pågick, bildades Konstnärsförbundet på Anders och Emma Zorns hotellrum på Hotell Christiania. Året därpå publicerade de den lilla broschyren Hvad bör staten göra för konsten? som blev något av gruppens program och samma år arrangerade de en utställning som visades i både Göteborg och Stockholm.

### Konstskolan Valand
Även om inte Konstakademien gick opponenterna till mötes så kom gruppen att få en konstskola med den form av utbildning som de efterfrågade. År 1886 anställdes opponenten Carl Larsson som ny föreståndare för Göteborgs musei rit- och målarskola – som nu flyttade in i det nya Valandhuset och därför allt oftare kom att kallas för konstskolan Valand – vilket blev en fri skola i deras smak. Carl Larsson var lärare där under två perioder: 1886–1888 och 1890–1892.
I övrigt var flera lärare där under 1800-talet också konstnärer som på olika sätt var kopplade till Opponentrörelsen, som Bruno Liljefors (1888–1889), Johan Ericson (1889–1890), Georg och Hanna Pauli (1892–1897) och slutligen Carl Wilhelmson (1897–1910). Av dessa blev även alla, utom Bruno Liljefors och Hanna Pauli, del av konstföreningens styrelse.

### Utställningarna 1891 och 1896

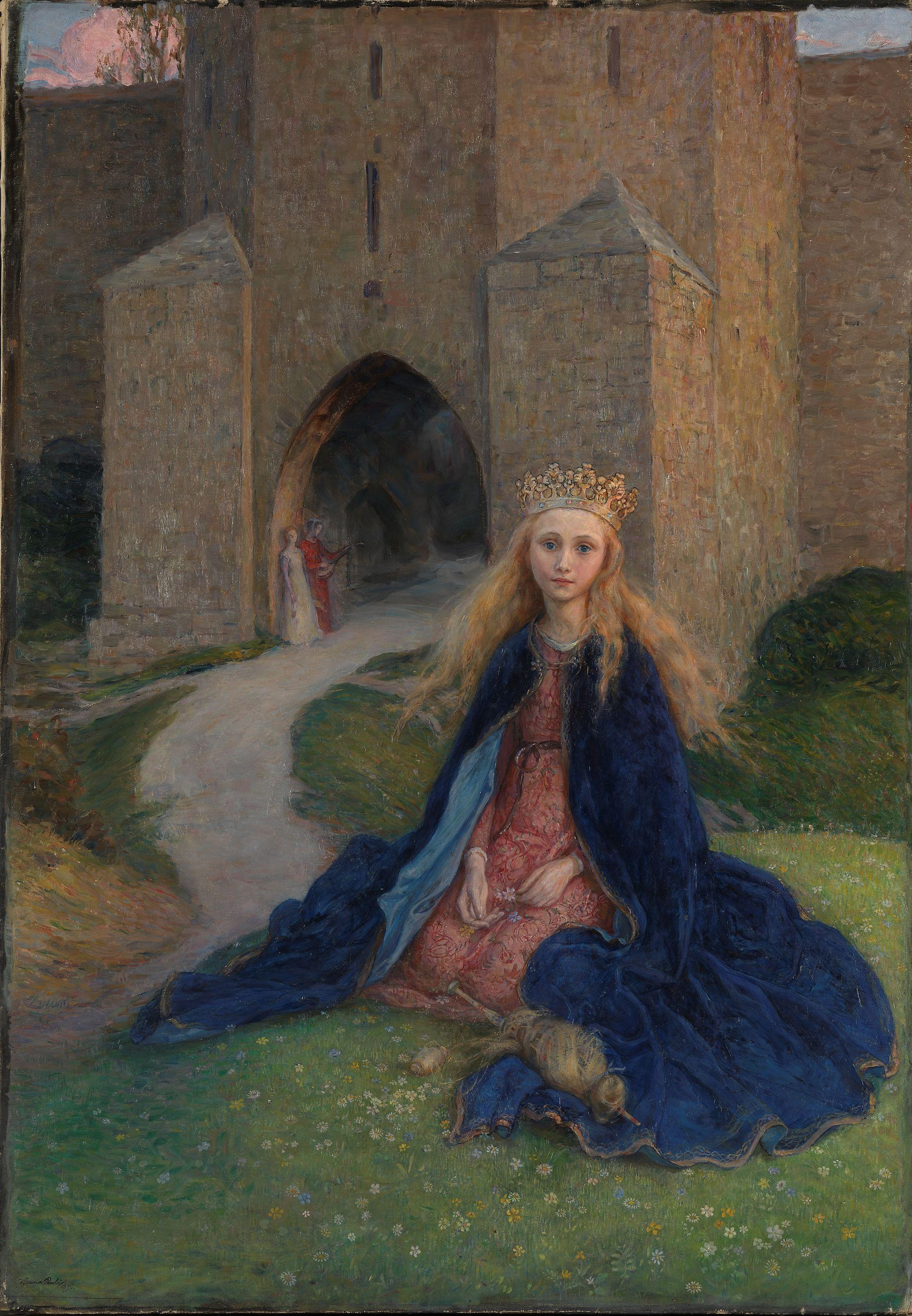
På konstutställningarna 1891 och 1896 märks att naturalismen började ge vika åt bland annat mer symboltyngd konst, som Hanna Paulis Prinsessan som uppmärksammades när den ställdes ut på 1896 års utställning på Göteborgs museum.

År 1891 arrangerades Göteborgsutställningen, också kallad Industriutställningen, var en stor nationell utställning som presenterade en rad verksamheter kopplade till hantverk och industri. Till utställningen arrangerades även en stor konstutställning som blivit känd som Konstutställningen i Göteborg 1891. Återigen var det konstförening och Gnistan som arrangerade, med Pontus Fürstenberg som utställningskommitténs ordförande. Urvalskommittén bestod av konstnärerna Carl Larsson, Johan Ericson och Berndt Lindholm, tillsammans med Pontus Fürstenberg och författaren Wilhelm Berg. Utställningslokal var även denna gång Valandhuset och precis som tidigare skulle verken vara skapade efter den senaste stora utställningen, det vill säga 1886. Till skillnad från tidigare bestämdes det dock att man bara skulle fokusera på svenska konstnärer. Trots detta lät man i sista stund ett antal danska och norska konstnärer att delta, som Michael Ancher, Gerhard Munthe, Julius Paulsen och Christian Krogh. Med 299 oljemålningar, 82 akvareller, miniatyrer, pasteller och teckningar, och 55 skulpturer utförda av 192 konstnärer var det den näst största konstutställning som presenterats i Göteborg, efter den Nordiska konstutställningen 1881. Av konstnärerna var lite mer än en fjärdedel kvinnor. Denna gång var det framförallt skulpturerna som framhölls av kritikerna men man märker också att symbolismen, exempelvis med Georg Paulis målning Legend började göra sig gällande. Utställningen ansågs inte hålla samma kvalitet som 1886 och många av Pariskonstnärerna prioriterade att delta på Salongen där istället.
År 1896 invigdes det restaurerade och utbyggda Göteborgs museum på Norra Hamngatan, som nu bland annat fått en ny flygel. Detta firade konstföreningen med ännu en stor konstutställning. Även denna gång låg fokus på svenska konstnärer men även ett fåtal från grannländerna bjöds in. Utställningen omfattade cirka 500 verk av 167 konstnärer, men eftersom det samtidigt pågick stora utställningar i Berlin och Malmö så saknades många större namn. Det hela slutade med ekonomisk förlust och det blev den sista stora konstutställningen i Göteborg på över 20 år. Även om de båda utställningarna inte fick samma uppmärksamhet som tidigare så omskrivs de båda konstmötena som hölls samtidigt som mycket lyckade.

### Slutet på en era

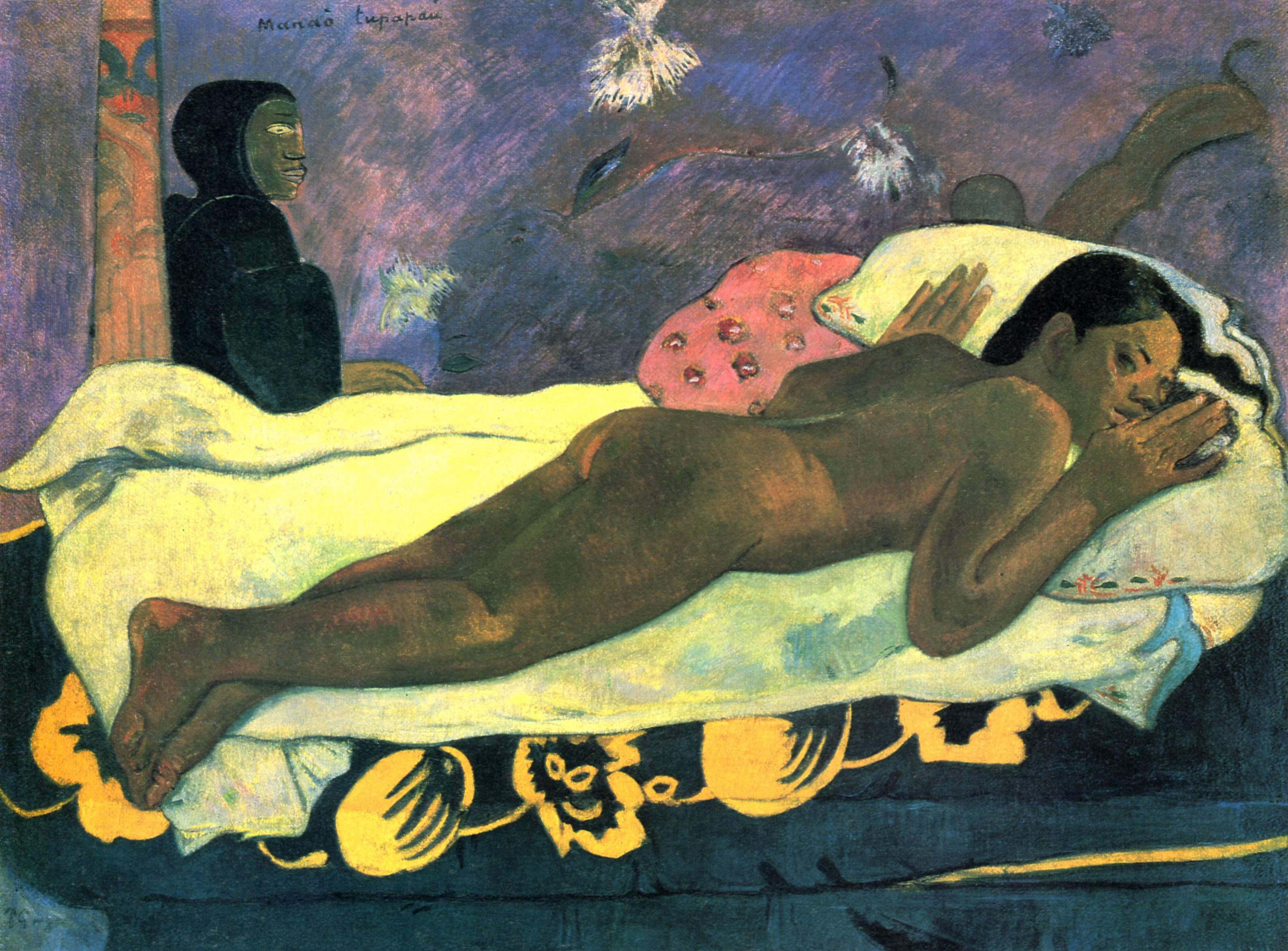
Paul Gauguins Den dödes ande vakar visades 1898 på Valandhuset.

Under 1890-talet hade Göteborgs dragningskraft som konststad avtagit avsevärt. Även försäljningen av konst hade minskat, och trots att konstföreningen presenterade separatutställningar i sina lokaler i Valandhuset med konstnärer som Berndt Lindholm, Ernst Josepson, Zorn och Gallén-Kallela minskade föreningens intäkter. Lokalerna i Valandhuset var nu för dyra. Mot slutet av 1890-talet avgick Fürstenberg ur styrelsen och slutade även att inhandla konst.
Mycket såg mörkt ut, men det fanns också ljusglimtar. År 1896 flyttade konstnären Carl Wilhelmson till Göteborg på uppmaning av Pontus Fürstenberg för att bli föreståndare för Valand, där han verkade fram till våren 1910 och kom att bli en viktig inspiratör och handledare för många blivande göteborgskonstnärer.
Århundradet avslutades också med en konsthistorisk ljusglimt. I mars 1898 presenterade en stor fransk utställning med cirka 120 verk, med konstnärer som Paul Gauguin, Vincent van Gogh, Rodin, Antoine Bourdelle Pierre Bonnard och Édouard Vuillard; detta var en utställning som på många sätt pekade framåt mot ett nytt århundrade och en typ av modernism som under lång tid skulle dominera konstlivet.